# لارش تورن
لارش تورن (انگلیسی: Lars Thörn؛ ۲۶ سپتامبر ۱۹۰۴ – ۹ اکتبر ۱۹۹۰) قایقران قایق بادبانی اهل سوئد بود.